# Longchamp (Côte-d'Or)
Longchamp es una comuna francesa situada en el departamento de Côte-d'Or, en la región de Borgoña-Franco Condado.

## Demografía

Plaza de la Iglesia

| 693 | 729 | 719 | 854 | 1000 | 949 | 1164 |
| Para los censos de 1962 a 1999 la población legal corresponde a la población sin duplicidades (Fuente: INSEE [Consultar]) |     |     |     |      |     |      |